# Try Some, Buy Some
Try Some, Buy Some est une chanson écrite et composée par George Harrison. Sa première version publiée est celle de la chanteuse américaine Ronnie Spector, qui sort en single au mois d'avril 1971. Elle a également été interprétée par Harrison lui-même, ainsi que par David Bowie.

## Histoire
Harrison écrit Try Some, Buy Some pendant la création de son triple album All Things Must Pass. Elle présente une mélodie inhabituelle pour lui car il l'a composée sur un orgue plutôt qu'avec une guitare, son instrument de prédilection. Les paroles sont le récit d'une épiphanie religieuse : le narrateur rejette les tentations du monde matériel, comme la drogue, et finit par découvrir Dieu.
La chanson est laissée de côté et ne figure pas sur All Things Must Pass. Après la sortie de l'album, en 1970, Harrison et son coproducteur Phil Spector décident d'offrir la chanson à la femme de ce dernier, Ronnie, dont la carrière solo n'a jamais décollé après la séparation des Ronettes quelques années plus tôt,. Elle est alors censée figurer sur un album devant paraître chez Apple Records, la maison de disques des Beatles. Pendant l'enregistrement, Phil Spector applique sa méthode de mur du son en intégrant un orchestre de cordes et des mandolines supervisés par John Barham (en), l'arrangeur attitré de Harrison.
Le projet d'album de Ronnie Spector est abandonné en raison du comportement erratique de son mari et il n'en sort que le single Try Some, Buy Some, qui ne rencontre pas un grand succès commercial : il ne se classe pas dans le Top 50 britannique et n'atteint que la 77e place du Hot 100 américain,. Ronnie Spector explique par la suite avoir été décontenancée par le mysticisme des paroles, et plusieurs biographes de Phil Spector estiment que ce morceau n'avait aucune chance de lui faire retrouver le sommet des hit-parades,.
En 1973, Harrison inclut Try Some, Buy Some sur son album Living in the Material World. Il remixe légèrement la piste instrumentale de la version de 1971 et se contente de remplacer la partie de chant de Ronnie Spector par la sienne, même s'il a du mal à chanter aussi haut qu'elle,. Ces difficultés, ainsi que la production très élaborée du morceau, poussent certains critiques à trouver qu'il n'a pas sa place sur Living in the Material World,.
David Bowie apprécie tout particulièrement le single de Spector. Il reprend Try Some, Buy Some en 2003 sur son album Reality. Elle fait également partie des setlists de sa dernière tournée, A Reality Tour, en 2003-2004.

## Musiciens
- Ronnie Spector : chant
- George Harrison : guitare acoustique
- Leon Russell : piano
- Gary Wright : piano électrique
- Pete Ham : guitare acoustique
- Klaus Voormann : basse
- Jim Gordon : batterie, tambourin